# Siros
Siros é uma comuna francesa na região administrativa da Nova Aquitânia, no departamento dos Pirenéus Atlânticos. Estende-se por uma área de 2,21 km². Em 2010 a comuna tinha 779 habitantes (densidade: 352,5 hab./km²).